# Ancistrota stramentalis
Ancistrota stramentalis är en fjärilsart som beskrevs av Max Wilhelm Karl Draudt 1929. Ancistrota stramentalis ingår i släktet Ancistrota och familjen påfågelsspinnare. Inga underarter finns listade i Catalogue of Life.